# Националистическа партия на България
Националистическа партия на България (НПБ) е българска националистическа политическа партия, учредена на 9 ноември 2013 година. Обвинена е в нападението на нелегални имигранти и бежанци в България. Тези твърдения не са доказани. Сравняват я с гръцката партия „Златна зора“.

## Изпълнителен комитет
- Благовест Асенов
- Тодор Тотев

## Участия в избори

### Избори за Европейски парламент през 2014 година
На изборите за европейски парламент през 2014 г. партия „НПБ“ заедно с влезлите в нея организации „Кръв и Чест“, „Национална Съпротива“, „Стрейт Едж“ и различни фен фракции създават инициативен комитет, който издига Николай Йовев – Горския като независим кандидат. Избирателният номер, под който ЦИК регистрира Николай Йовев, е №5, но впоследствие ГРАО излиза със становище, че броят внесени подписи за регистрация е недостатъчен и я заличава. Поради тази причина „Националистическа партия на България“ не успява да участва в изборите за Европейски парламент.